# Franco Alfano
Franco Alfano (født 8. marts 1875 i Posillipo, Napoli, Italien, død 27. oktober 1954 i San Remo, Milano, Italien) var en italiensk komponist og pianist.
Alfano fik privattimer i klaver som barn og studerede senere på musikkonservatoriet i Napoli.
Han tog så til Leipzig for at studere videre og mødte her sit store idol, Edvard Grieg.
Han har skrevet 2 symfonier og andet orkestermusik, men er vel mest kendt for at havde færdiggjort Puccinis sidste opera Turandot i 1926.

## Udvalgte værker
- Symfoni nr. 1 (i E-dur) "Klassisk" (1908-1910, Rev. 1953) - for orkester
- Symfoni nr. 2 (i C-dur) (1931-1932) - for orkester
- Lorenza (1901) - ballet
- Napoli (1901) - ballet